# Mézer

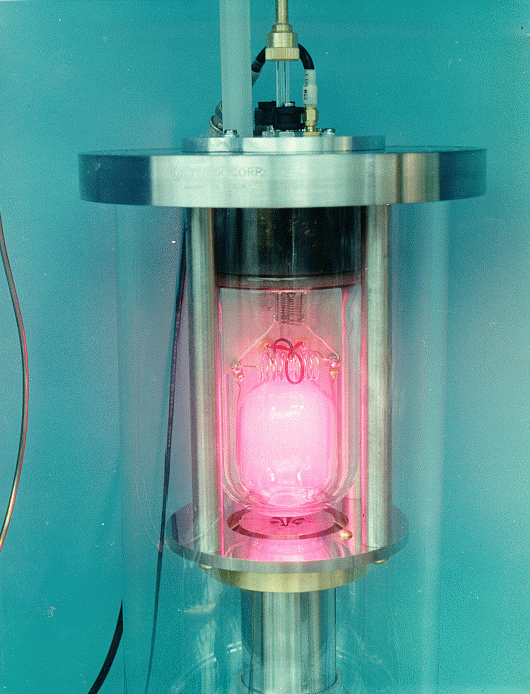
Hidrogén rádiófrekvenciás kisülése, az első eleme a hidrogén mézernek

A mézer olyan eszköz, amely koherens elektromágneses hullámokat hoz létre és sugároz ki. A „maser” egy betűszó, amely az angol: „Microwave Amplification by Stimulated Emission of Radiation” kifejezésből származik, magyarul: mikrohullámú erősítés stimulált sugárzás által.
A technológia fejlődése során a kisbetűs írás terjedt el, amelynél a „mikrohullámot” később a „molekuláris” szóval helyettesítették - Charles H. Townes fizikus javaslatára, ahogy a mézerek már az elektromágneses spektrum széles sávjában képesek sugározni, nem csak a mikrohullámban. 1957-ben kifejlesztették a „koherens optikai oszcillátort” és átnevezték a mézert optikai mézerre, amit rendszerint lézernek hívnak („laser”, Light Amplification by Stimulated Emission of Radiation, magyarul: fényerősítés stimulált sugárzás által).

## Története
A mézer elvét Nyikolaj Gennagyijevics Baszov és Alekszandr Mihajlovics Prohorov (Lebegyev Fizikai Intézet) írta le először 1952-ben egy a Szovjetunió Tudományos Akadémiája által tartott rádió spektroszkópia témájú konferencián. De csak később, 1954 októberében publikálták az elvet. Ettől függetlenül már 1953-ban Charles H. Townes, J. P. Gordon és H. J. Zeiger, a Columbia Egyetemen (NY) működő mézert építettek. Az első működő eszközben ammóniamolekulák gerjesztésével stimulált sugárzást hoztak létre 24 GHz-es mikrohullámú frekvencián. Townes később együtt dolgozott Arthur L. Schawlow-val, akivel leírták az optikai mézer, vagyis a lézer működési elvét. A lézert először 1960-ban Theodore H. Maiman demonstrálta. Az ezen a téren végzett kutatásaikért Townes, Baszov és Prohorov 1964-ben Nobel-díjban részesült.

## Technológia
A mézer az Albert Einstein által 1917-ben javasolt stimulált sugárzás elvén  működik. Amikor az atomokat egy gerjesztett energiaállapotba hozzák, akkor sugárzást produkálnak egy adott frekvencián. A sugárzó eszközt egy rezonáló üregbe helyezve, visszacsatolás révén koherens sugárzás jön létre.

## Néhány közismert mézertípus
- Atomos sugárzó mézerek
  - Ammóniamézer
  - Szabadelektron-mézer
  - Hidrogénmézer
- Gázmézerek
  - Rubídiummézer
- Szilárdtestmézerek
  - Rubinmézer

## Felhasználás
A mézerek a nagy pontosságú frekvencia referenciák forrása. Ezeknek egyik formája az úgynevezett atomóra. A mézereket elektronikus erősítőnek is használják rádióteleszkópoknál. Irányított energiájú fegyverek fejlesztésénél is alkalmaznak mézereket.

## Hidrogénmézer

Hidrogén mézer

Napjainkban a leggyakoribb használt mézer, a hidrogénmézer, amelyet atom frekvencia standardnak (atomóra) használnak. Más atomóra típusokkal együtt alkotják a „Temps Atomique International”-t (TAI, Nemzetközi atomidő). Ez szolgáltatja a nemzetközi időskálát, amelyet a Bureau International des Poids et Mesures (BIPM) koordinál. Az első atomórát Norman F. Ramsey és kollégái alkották meg. A mai mézerek hasonlóak az eredetihez. A mézeroszcilláció a hidrogénatom két hiperfinom szintje között jön létre gerjesztett (indukált) sugárzással. Röviden a következő történik:
Először egy hidrogénsugarat hoznak létre, úgy hogy hidrogéngázban, alacsony nyomáson rádiófrekvenciás kisüléssel gerjesztik a hidrogénatomokat. A következő lépés az atomok állapotszétválasztása azért, hogy a stimulált sugárzáshoz szükséges atomok csoportja jöjjön létre. A szétválasztás hasonló módon történik, mint a Stern-Gerlach kísérletben. Az atomokat átengedik egy nyíláson és mágneses téren, amin a megfelelő irányba csak a magas energia-állapotú hidrogénatomok tudnak átjutni (ezzel jön létre az ún. populációinverzió). Az atomok a kiválasztott irányban egy megfelelően hangolt kamra fogja be, amelyben azok egy része a magasabb energia állapotból alacsonyabb állapotba tér vissza, miközben az energiaszintek közötti különbséget mikrohullámú sugárzásként kibocsátják (fotonokként). Ezt a sugárzást a gömbalakú kamra visszaveri a kamra belsejébe érkező többi gerjesztett atomra, és ez egyre több atomot késztet az alapállapotukba visszatérni. Ezzel a visszacsatolással a kamrában létrejön a hidrogén hiperfinom energiaszintjei közötti sugárzásra jellemző stabil frekvencia. Ezt a frekvenciát kvarcoszcillátorral mérik úgy, hogy a kamrából a pulzáló jelet kivezetik (ez csak néhány pikowattos energiaveszteség a kamrából), és a jelet gyakorlatilag a kvarcóra működési elvével megegyezően mérik, csak itt nem a pontos időegység a mérés kimenete, hanem a pontos frekvenciaérték. Ez az érték a hidrogénmézerek esetén: 1 420 405 751,768 Hz.

## Asztrofizikai mézerek
Mézerhez hasonló stimulált sugárzások előfordulnak a csillagközi térben is, és ezeket szupersugárzásoknak hívják megkülönböztetésül a laboratóriumokban előállított mézerektől. Ilyen sugárzások figyelhetők meg a víznél (H2O), hidroxilgyököknél (OH), metanolnál (CH3OH), formaldehidnél (CH2O), és szilícium-monoxidnál (SiO). A víz populációinverzión megy át a csillagképző régiókban és közben 22 GHz–en sugároz, a legfényesebb spektrális vonalat képezve a rádióuniverzumban. Néhány vízmézer 96 GHz-en is sugároz vibrációs módusban.
Extrém erős mézerek az aktív galaxisok magjaiban sugároznak és megamézernek hívják őket; ezek milliószor nagyobb teljesítménnyel sugároznak, mint a csillagközi mézerek.

## Terminológia
A maser (mézer) betűszó értelmezése kissé megváltozott a bevezetése óta. Eredetileg a „microwave amplification by stimulated emission of radiation”–ból képzett betűszó, amely azt jelenti, hogy ez egy sugárzás által generált mikrohullámú erősítő és arra az eszközre utal, amely az elektromágneses spektrum mikrohullámú régiójában sugároz. A stimulált sugárzás elve azóta kiterjedt szélesebb spektrumra, így az eredeti betűszó  megváltozott ahhoz képest, amit eredetileg Charles H. Townes, javasolt. Ma már inkább a „molecular amplification by stimulated emission of radiation” kifejezést használják, azaz jelentése: molekuláris erősítés stimulált sugárzás által.
Amikor a lézert kifejlesztették, Townes és Schawlow valamint kollegáik a Bell Labs-nál az optikai mézer (optical maser) kifejezést használták, de ez átment a lézer-be (laser), amelyet riválisuk Gordon Gould javasolt. Gould eredetileg egyértelműen megkülönböztető elnevezéseket javasolt a különféle tartományokban sugárzó eszközök nevére, mint például graser (a gamma sugár lézer), xaser (az x-sugár/röntgen lézer), lézer (a látható lézer), iraser (infravörös lézer), maser (mikrohullámú mézer) és raser (rádiófrekvenciás mézer) elnevezéseket. A legtöbbet sosem használták és ma már csak a mézer és lézer maradt meg, kivéve a sci-fi irodalomban.
A mai modern közhasználatban lézernek hívják azt az eszközt, amely a röntgensugaraktól az infravörös tartományig sugároz; azokat az eszközöket, amelyek a mikrohullámú tartományban és az alatt sugároznak, mézereknek hívják, függetlenül attól, hogy mikrohullámon vagy más frekvencián sugároznak.

## Mézerek a sci-fi–ben
Mézerek gyakran tűnnek fel a sci-fi irodalomban és filmekben. A karakterisztikájuk gyakorta különbözik a valóságban létező és működő mézerektől és kétséges, hogy bármikor is elő lehet-e állítani úgynevezett mézerfegyvereket.
Néhány példa a mézereknek a sci-fi-kben történt megjelenésére:
- a mézerek a Godzilla sorozat kedvelt fegyverei közé tartoznak
- szörnyfilmekben, mint a például a Toho, a „mézertank” kedvelt szörnyellenes fegyver
- számos videojátékban mézerfegyverekkel lehet lövöldözni, ahol a felerősített mikrohullámok mindent elpusztítanak
- japán animációs filmek (Transformers, Gundam, GaoGaiGar, Code Geass stb.) használnak a mézereket
- a Star Wars Expanded Universe-ben kézi fegyverként használnak mézert
- a Star Control-ban az emberiség védelmi fegyvere a mézer
- a Lost In Space tv-sorozatban a mézer a teleportálás eszköze
- a Star Trek-ben phasernek hívják a fotonmézert
- a Nintendo DS Infinite Space videójátékában, „Maser Blasters” elnevezésű kézifegyvert használnak.

## Fordítás
Ez a szócikk részben vagy egészben  a   Maser című angol Wikipédia-szócikk fordításán alapul.  Az eredeti cikk szerkesztőit annak laptörténete sorolja fel. Ez a jelzés csupán a megfogalmazás eredetét és a szerzői jogokat jelzi, nem szolgál a cikkben szereplő információk forrásmegjelöléseként.